# Coccoloba plumieri
Coccoloba plumieri är en slideväxtart som beskrevs av August Heinrich Rudolf Grisebach. Coccoloba plumieri ingår i släktet Coccoloba och familjen slideväxter. Inga underarter finns listade i Catalogue of Life.